# Merosargus cyaneoscutellatus
Merosargus cyaneoscutellatus är en tvåvingeart som först beskrevs av Günther Enderlein 1914.  Merosargus cyaneoscutellatus ingår i släktet Merosargus och familjen vapenflugor. Inga underarter finns listade i Catalogue of Life.